# Gabriel Martirén
Gabriel Martirén, alias el vasco Sardina (1866 en Banca, cantón de Saint-Étienne-de-Baïgorry, Francia; ca. 1955 en Diego de Alvear, provincia de Santa Fe, Argentina) fue un tambero y pelotari vasco francés nacionalizado argentino que inventó en Burzaco, en 1905, el juego de la pelota paleta, pelota argentina o pelota goma, una de las variantes de la pelota vasca.

## Biografía
Gabriel Martirén nació en el cantón de Saint-Étienne-de-Baïgorry en 1866, migrando a la Argentina antes de finalizar el siglo XIX. Se radicó inicialmente en Burzaco, cerca de Buenos Aires, donde se dedicó, como muchos otros vascos, a la lechería, instalando un tambo. En algunos casos se refiere erróneamente que Martirén vivía en Florencio Varela.
Allí introdujo en 1905, en el juego de pelota vasca la paleta y la pelota de goma, dando origen a la variante conocida como pelota paleta, pelota argentina o pelota goma.
Para ello comenzó a utilizar como pala (elemento para golpear la pelota), una paleta vacuna, debidamente moldeada y pulida, que reemplazó poco después por palas de madera con la misma forma, confeccionadas con tablas de los cajones de cerveza. Simultáneamente comenzó a utilizar como pelota, pelotas de tenis desprovistas de su capa externa de felpa, que luego fueron reemplazadas por pelotas de caucho negro y duro, conocidas popularmente como "la negrita".
En esa primera década del siglo XX, Martirén instaló una cancha de pelota en Burzaco, en una fondo propiedad de su compadre Pedro Legnis, donde se jugó el primer partido de pelota paleta. Actualmente el lugar es un negocio de artículos del hogar, en él estuvo en exhibición una placa señalando el hecho.
En 1909 Martirén se mudó a Diego de Alvear, en la provincia de Santa Fe, donde instaló un tambo y un frontón, jugando hasta los días finales de su vía, cerca de 1955. Se encuentra enterrado en el cementerio del pueblo en el que falleció, y en su tumba se inscribió la leyenda:

"A la memoria de Don GABRIEL MARTIREN, inventor de la pelota a paleta".

Durante varios años se disputó la Copa Gabriel Martirén entre la Unión Argentina de Pelota (cancha abierta) y la Federación Argentina (cancha cerrada).
El famoso pelotari argentino Aarón Sehter, realizó una investigación sobre Gabriel Martirén, que incluye una valiosa entrevista con su hijo, a la vez de recopilar fotografías y ejemplares de las históricas paletas de hueso originales.